# 小谷围岛
小谷围岛是广州市的一座江心岛，位于广州市番禺区北部、珠江沥滘水道与官洲水道之间，西北方毗邻生物岛、东北方毗邻长洲岛，面积17.9平方公里，是广州大学城和小谷围街道的所在地。

## 命名

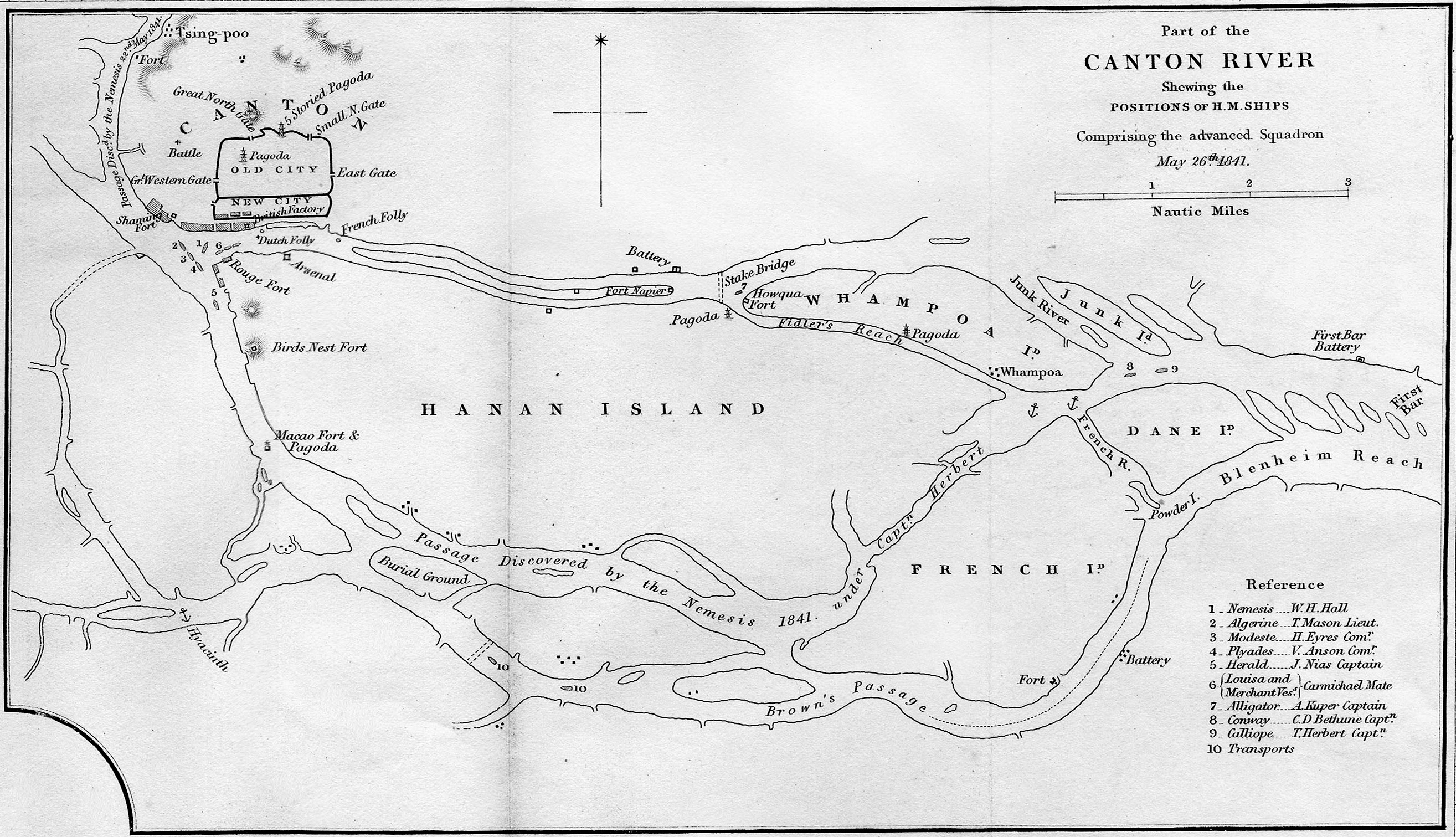
1841年绘制的珠江地图。其中，“French Is.”为小谷围岛，“Dane Is.”为长洲岛，“Whampoa Is.”为琶洲岛。

屈大均在《廣東新語》第二卷〈地语〉中说：“下番禺诸村皆在海岛之中，大村曰大箍围、小曰小箍围。”下番禺所指的地区，是现在番禺区的大部分镇街。下番禺地处珠江河网地带，四周环水；水道像木桶铁箍，将四乡箍围起来，形成岛国。新造镇下属被新造水道、黄埔水道包围的原南亭、北亭等自然村形成的小面积海岛，称之为“小箍围”。由于“箍”与“谷”的发音相近，且下番禺物阜民丰、谷围满屋，人们往往将“箍围”读作“谷围”，由此得名“小谷围”。
在一口通商政策施行时，法国船只在此停靠并经此进入广州城，小谷围岛由此得名（法国岛）。

## 历史
相传在南北朝时期，小谷围岛上建有规模宏大的佛教寺庙资福寺（遗址位于今北亭村云梯里）。五代十国时期，小谷围岛是南汉皇帝的后花园及狩猎场所在地。据考古发现，南汉曾在小谷围岛北亭一带大兴土木，修建行宫“昌华苑”，又先后在岛上建设了码头、道路、桥梁、练兵场等设施，宋灭南汉后大部分被毁。高祖刘䶮、南汉烈宗刘隐的陵墓也设于此，现已辟为南汉二陵博物馆。
南宋末年，中原人因躲避战乱南迁，小谷围岛开始有居民聚居，到明朝时已形成了规模较大的村落，包括南埗、贝岗、郭塱、赤磡、诗家山、穗石、大塱、北亭、南亭、鹭村、练溪、大湴、新坑，俗称为“连路十三乡”。其中，岛上的官山墟（现星海音乐学院大学城校区一带）是附近二十四乡的货物集散地，农贸往来兴旺，有始建于清嘉庆年间的“彬社书院”，每年五月初二的“官山景”是番禺有名的龙舟竞渡活动；北亭村的刺绣业兴起于明清时期，被视为广绣的发源地及最重要的产地，以至于坊间一度流传“广州派花（发订单）、北亭绣花”的说法。
2001年3月2日，小谷围岛及其南岸地区共43.3平方公里用地被选为广州大学城的选址。2002年6月10日，广州大学城征地拆迁工作动员大会召开，广州大学城建设正式启动。因广州大学城建设，原小谷围岛原有的南亭村、北亭村、穗石村、贝岗村、郭塱村、练溪村6个行政村近1.4万村民按规划分批迁移，其中郭塱村除保留位于现中心湖内的郭氏宗祠、练溪村除保留11栋建筑建设广州大学城博物馆（后改名嶺南印象園）以外被全部拆除。拆迁后，小谷围岛仅保留南亭村、北亭村、穗石村、贝岗村部分区域，大部分村民于2003年5月迁往新造镇谷围新邨内。
2004年8月24日，广州大学300多名学生作为首批学生入驻大学城；8月30日，广州大学城正式宣告开园。

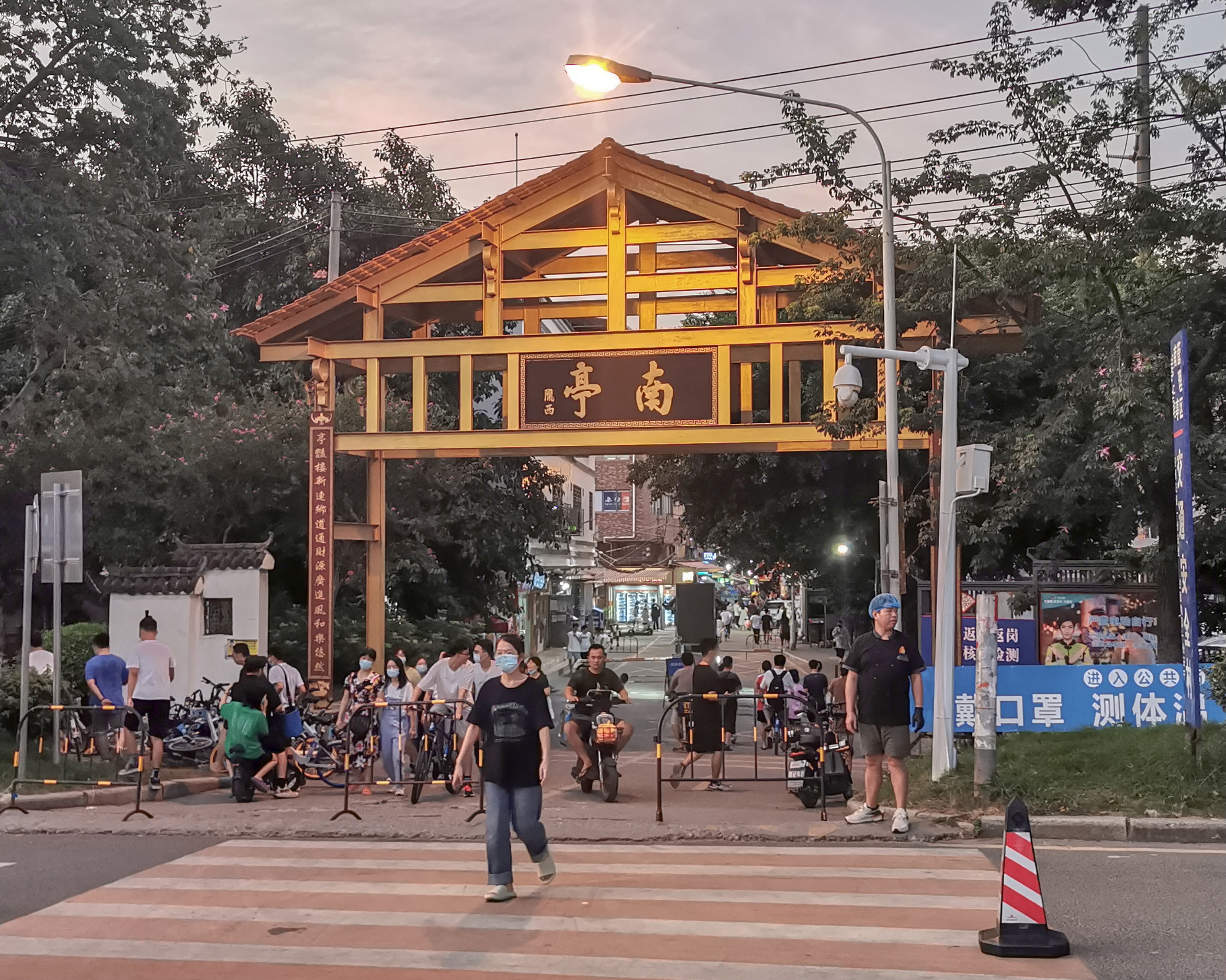
南亭村牌坊
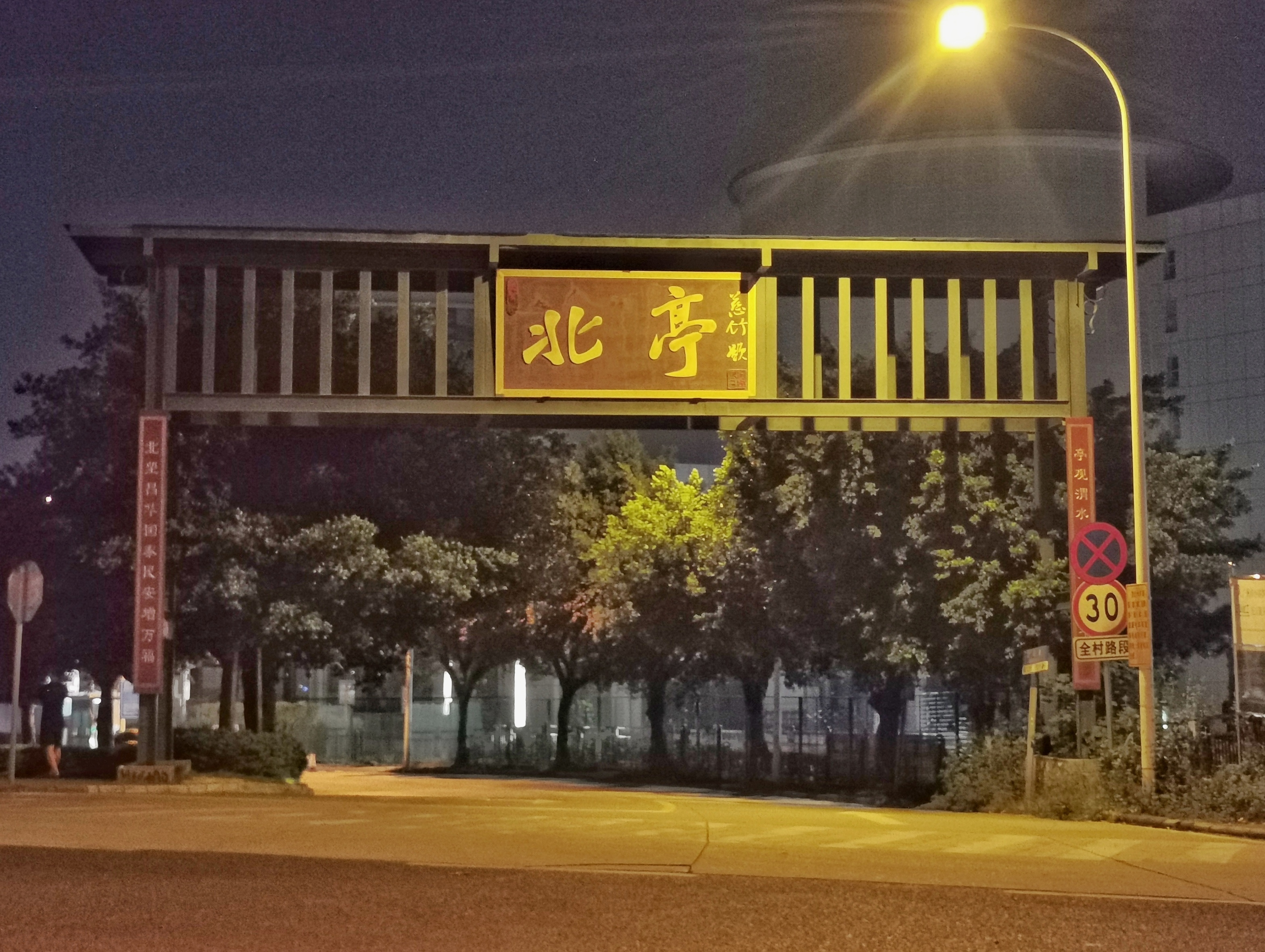
北亭村牌坊
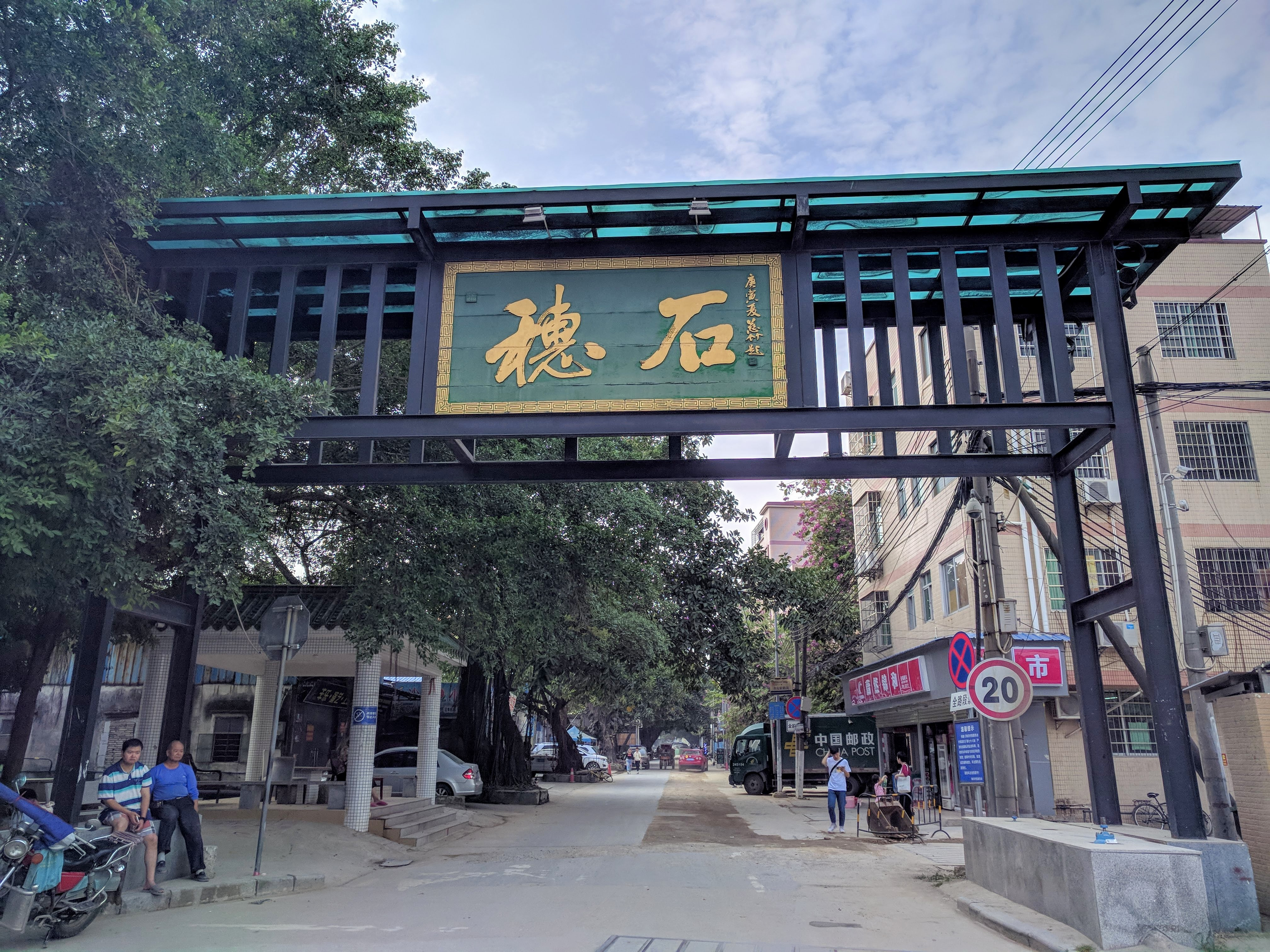
穗石村牌坊
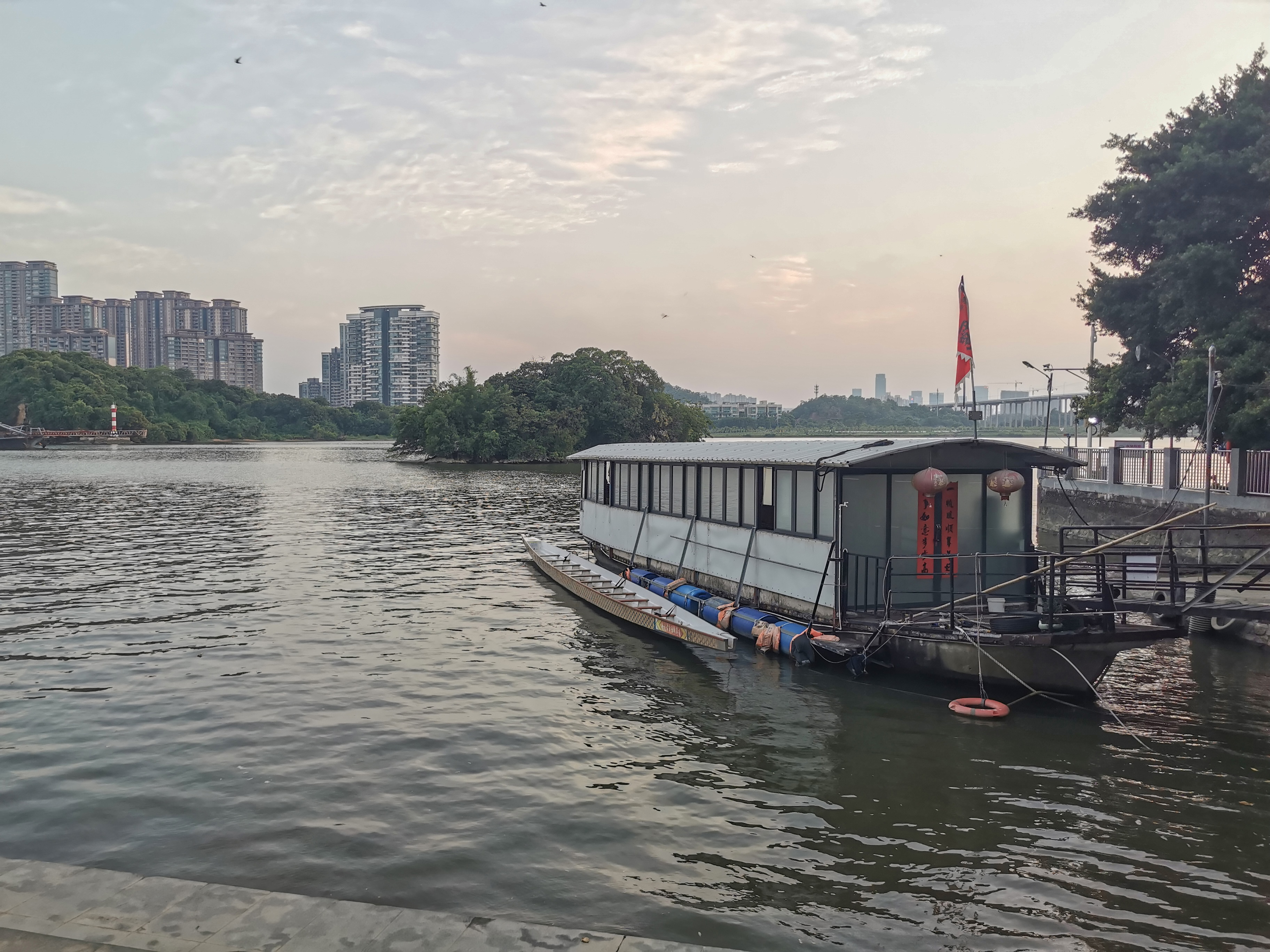
南亭渡口
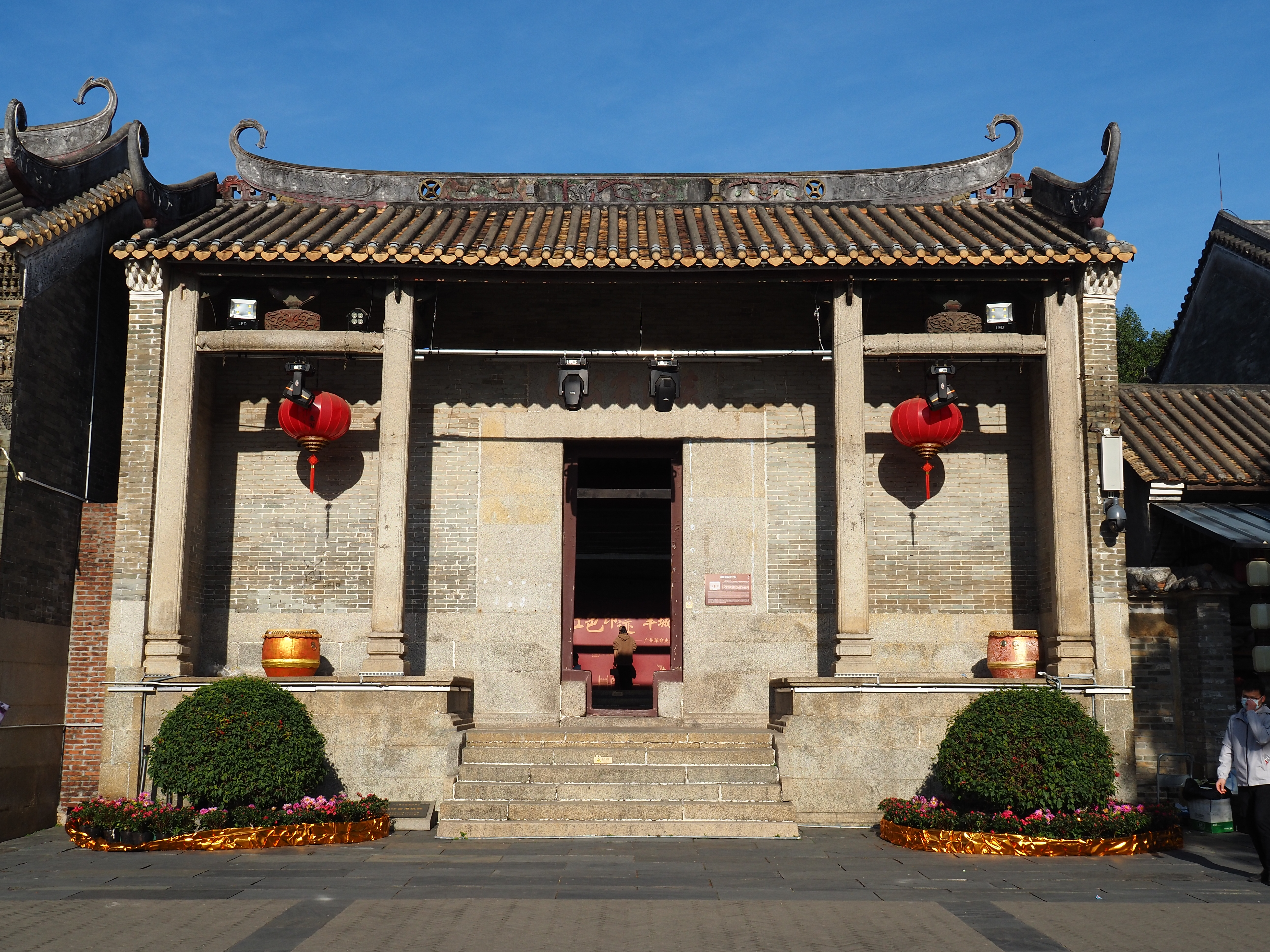
原练溪村淡隐霍公祠
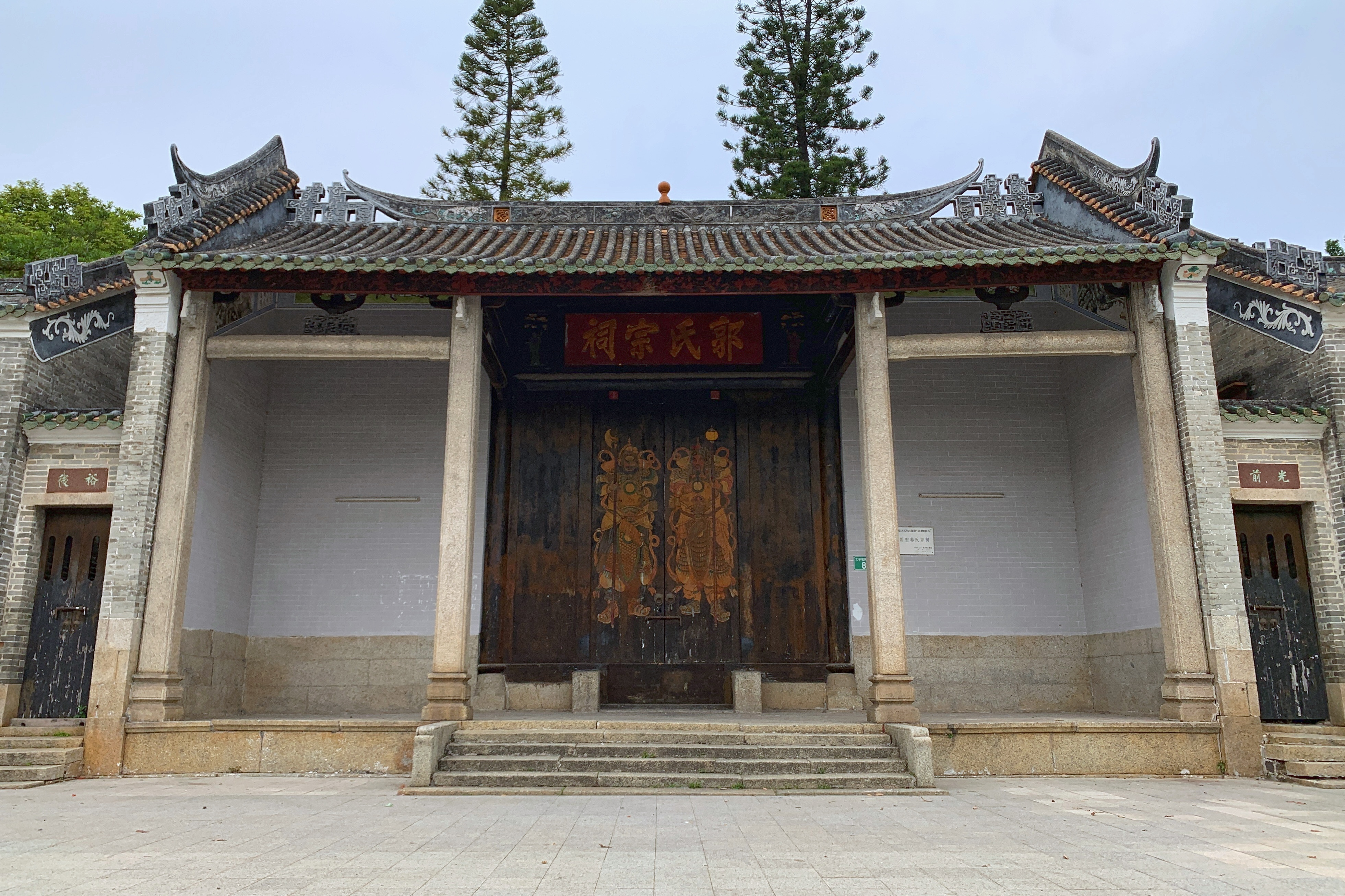
原郭塱村郭氏宗祠

## 交通

### 地铁
- █4号线：大学城北站、大学城南站
- █7号线：大学城南站